# 長崎高資
长崎高资（日语：／ Nagasaki Takasuke，?—1333年7月4日（元弘3年/正庆2年5月22日）），镰仓时代末期武士。北条氏得宗家被官、御内人・内管领。长崎圆喜嫡男。和父亲一同掌握镰仓幕府实权，一时无二。

## 生平
正和5年（1316年）从父亲圆喜处继承内管领的职位，掌握了幕府实权。根据『保暦間記』，元亨2年（1322年）奥州安藤氏内乱之际，收受当事者双方的贿赂，导致纷争激化，演变为安藤氏之乱。
嘉历元年（1326年）为了出家的执权北条高时的继承问题与得宗家外戚安达氏对立。高资主张在高时之子邦时成年之前由北条一族庶流的金泽贞显暂任执权，但受到高时之弟泰家等人的反对，贞显不久也辞职出家，由赤桥守时出任执权（嘉历骚动）。在嘉历元年，甚至出现了幕府评定众中没有御内人的情况。（『金沢文庫古文書』）。
元弘元年（1331年）风传退位执权北条高时因为厌恶长崎高资的专横，欲除之而后快。高时的侧近，同时也是高资的叔父长崎高赖被卷入其中而遭到处分。高时及时撇清了自己与事件的关系因而免遭处罚，但是也表明面对权势滔天的高资即便贵为北条得宗家也无能为力。
元弘3年/正庆2年（1333年）5月新田义贞攻入镰仓之际，高资连同儿子高重和北条一族一同在镰仓东胜寺自尽。